# Gornje Vodičevo
Gornje Vodičevo är ett samhälle i Bosnien och Hercegovina.   Det ligger i entiteten Republika Srpska, i den nordvästra delen av landet, 200 km nordväst om huvudstaden Sarajevo. Gornje Vodičevo ligger 241 meter över havet och antalet invånare är 292.
Terrängen runt Gornje Vodičevo är huvudsakligen kuperad, men västerut är den platt. Terrängen runt Gornje Vodičevo sluttar västerut. Närmaste större samhälle är Dobrljin, 2,2 km norr om Gornje Vodičevo. 
I omgivningarna runt Gornje Vodičevo växer i huvudsak lövfällande lövskog. Runt Gornje Vodičevo är det ganska tätbefolkat, med 67 invånare per kvadratkilometer.